# Atom Man vs. Superman
Atom Man vs. Superman ist ein 1950 erschienenes, fünfzehnteiliges Schwarz-weiß-Serial und Fortsetzung von Superman über die gleichnamige Comicfigur von DC Comics. Das erste Kapitel vom Serial wurde im Juli 1950 ausgestrahlt.

## Handlung
Lex Luthor erfindet als Atom Man eine Reihe tödlicher Geräte, um die Stadt und ihre Einwohner zu plagen, darunter eine Maschine, mit der Menschen bis auf ihre Atome zerlegt und an einem anderen Ort wieder zusammengesetzt werden können. Aber Superman schafft es, jede Tat zu vereiteln. Da Kryptonit Superman seiner Kräfte berauben kann, beschließt Luthor, es synthetisch herzustellen und schickt jemanden, um die notwendigen Zutaten (u. a. Plutonium und Radium) zu erhalten.
Luthor setzt nun verschiedene Sorten von Kryptonit beim Start eines Raumschiffs unter Anwesenheit von Superman ein. Der wird dem Kryptonit ausgesetzt und dabei ohnmächtig. Superman wird in einen Krankenwagen geschoben, der von Luthors Handlangern gesteuert wird, und steht damit unter der Kontrolle von Luthor. Der legt den Stählernen in ein Gerät, aus dem er in den „Empty Doom“ verschwindet.

## Teile
Die Handlung wurde in 15 Abschnitten präsentiert:
1. Superman Flies Again
2. Atom Man Appears
3. Ablaze In The Sky
4. Superman Meets Atom Man
5. Atom Man Tricks Superman
6. Atom Man's Challenge
7. At The Mercy Of Atom Man
8. Into The Empty Doom
9. Superman Crashes Through
10. Atom Man's Heat Ray
11. Luthor's Strategy
12. Atom Man Strikes
13. Atom Man's Flying Saucers
14. Rocket Of Vengeance
15. Superman Saves The Universe

## Produktion
Lyle Talbot, der zuvor in der Columbia-Serial Batman and Robin von 1949 als Commissioner Jim Gordon aufgetreten war, porträtiert hier Lex Luthor (und auch Luthors Alter Ego „Atom Man“). In seiner Verkleidung „Atom Man“ verwendet Talbot als Luthor einen angedeuteten deutschen Akzent und trägt eine bedrohlich wirkende Maske, die aus einem Roboterkostüm des „Metallogen Man“ aus dem 1945er-Film The Monster and the Ape (dt. Roboter des Grauens) stammt.
Trotz ihrer Rollen auf dem Bildschirm verbrachten Talbot (Lex Luthor), der eine Gummikopfhaut trug, um den Eindruck von Kahlheit zu erwecken, und Alyn (Superman) einen Großteil ihrer Zeit damit, Rezepte zu tauschen, denn beide Schauspieler teilten das Interesse am Kochen.

## Kritik
In ihrem Buch „The Great Movie Serials“ beschreiben Jim Harman und Donald F. Glut die Serie als „weitaus effekthascherischer und apparativ anfälliger“ als die erste Superman-Serie. Darüber hinaus stellten sie fest, dass insbesondere die fliegenden Untertassen „schlecht animiert“ waren.
„Was die meisten Fans von dieser Serie unglücklich in Erinnerung behalten, sind die düsteren Flugszenen. Anstelle einer lebensgroßen Puppe an Drähten oder sogar einer Art Peter-Pan-Drahtarbeit mit einem lebenden Stuntman wird Superman in diesem Clownhanger leider durch einen Zeichentrickfilm ersetzt, wenn er abhebt. Es ist nicht einmal ein besonders überzeugender Cartoon mit wenig Schattierung oder dem Versuch, es dreidimensional aussehen zu lassen. ‚seufz‘ Tja, darüber muss man einfach hinwegsehen, und wenn doch, ist der Rest der Serie sehr unterhaltsam.“
Todd Gaults lobte die schauspielerischen Leistungen, er schrieb: „Kirk Alyn ist nach wie vor ein großartiger Superman, voller teuflischer Haltung, gemischt mit strenger Ernsthaftigkeit.“ Tommy Bond als Jimmy Olson ist so impulsiv und konfrontativ wie eh und je. Noel Neill zeigt in dieser Serie mehr Wärme. Ihr Charakter ist Clark gegenüber weicher geworden und sie scheinen in dieser Serie Freunde zu sein. Lyle Talbot erweckt Lex Luthor zum ersten Mal auf der Leinwand zum Leben und ist großartig in der Rolle. Anstatt eine übertriebene Leistung zu erbringen, spielt Talbot die Rolle stattdessen herunter und verleiht der Figur genau die richtige Menge an subtiler Bedrohung.